# Тилігульський регіональний ландшафтний парк (Миколаївська область)
Тилігу́льський — регіональний ландшафтний парк в Україні. Розташований у Березанському районі Миколаївської області, на східному узбережжі Тилігульського лиману і його акваторії. 
Площа парку — 8195,4 га. Парк створено в 1995 році.

## Значення
Приводом для створення парку послужило те, що Тилігульський лиман є одним з небагатьох водно-болотних угідь, де збереглися природні морські ландшафти. Екосистема лиману має унікальні умови для життя тваринних і рослинних організмів. Акваторія Тилігульського лиману є однією з найчистіших водойм північного Причорномор'я і представляє велику цінність для біологічного розмаїття регіону.

## Мета створення
Заповідний статус ландшафтного парку передбачає такі режими організації функціонування території:
- Заповідний (збереження типчаково-ковилових степів, петрофільно-степових рослинних комплексів, гідробіонтів, гніздівель птахів, забезпечення умов існування рідкісних видів).
- Регульованої рекреації (створення екологічної стежки, що представляє найхарактерніші ділянки заповідника)
- Стаціонарної рекреації (виділення місць для рекреаційних споруд, пляжів)
- господарський (дотримання правил використання і охорони навколишнього середовища відповідно до законодавства).

## Історія
У 1995 році акваторія і прилеглі території загальною площею 8195,4 га в межах Миколаївської області отримали статус регіонального ландшафтного парку. Парк створено рішенням Миколаївської облради від 28.04.95 року № 8. До парку були включені території Ташинської сільради (3507,4 га), Краснопільської сільради (583,8 га), Анатолівської сільради (1564,2 га), Червоноукраїнської сільради (1109,9 га) і Коблевської сільради (1430,1 га). 
У 2001 році розпорядженням Миколаївської облдержадміністрації від 26 листопада 2001 року № 698-р створена дирекція регіонального ландшафтного парку.

### Території ПЗФ у складі РЛП «Тилігульський»
Нерідко, оголошенню національного парку або заповідника передує створення одного або кількох об'єктів природно-заповідного фонду місцевого значення. В результаті, великий РЛП фактично поглинає раніше створені ПЗФ. Проте їхній статус зазвичай зберігають.
До складу території регіонального ландшафтного парку «Тилігульський» входять такі об'єкти ПЗФ України:
- Орнітологічний заказник місцевого значення «Пониззя Тилігульського лиману»

## Галерея

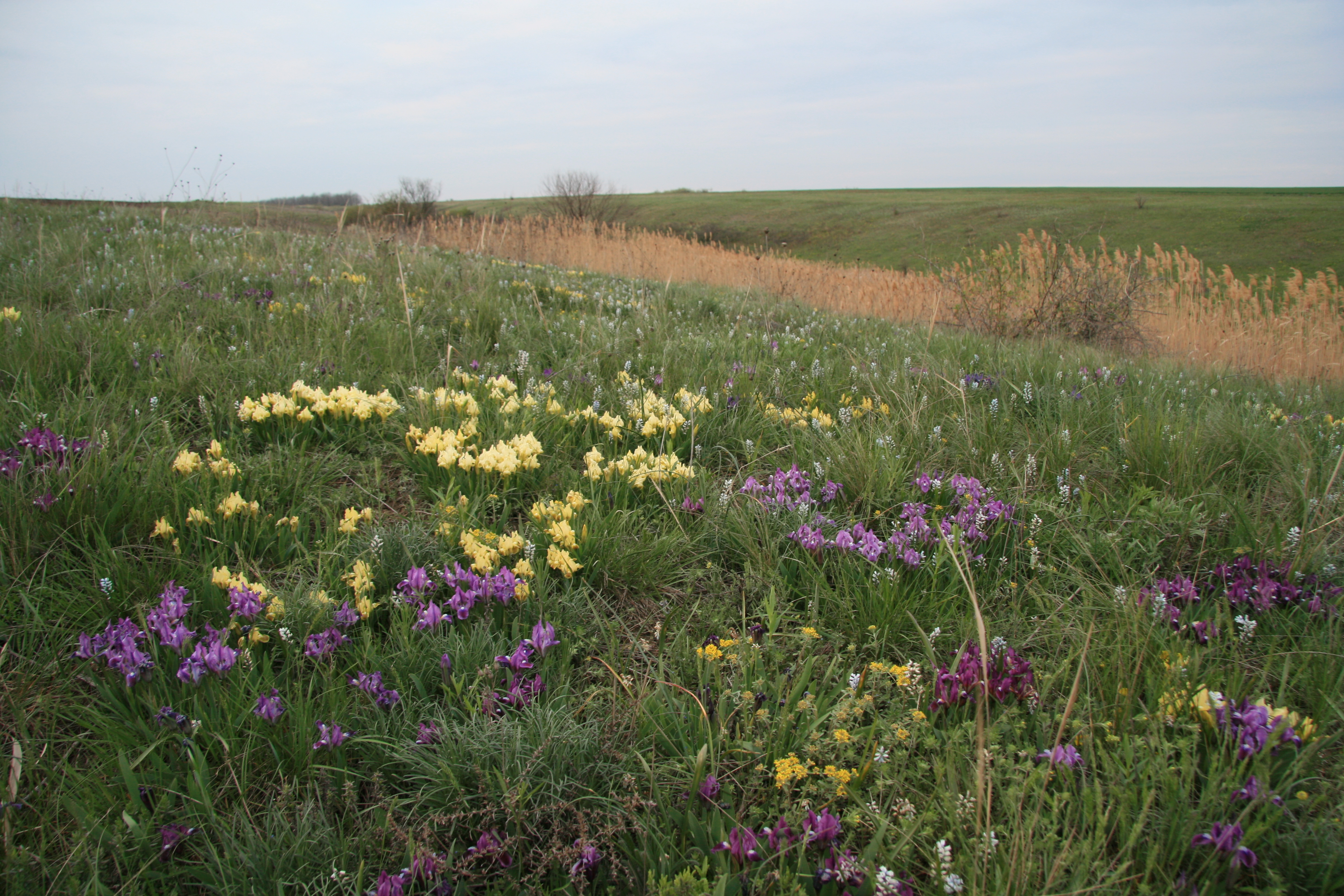
Цвітуть Півники карликові
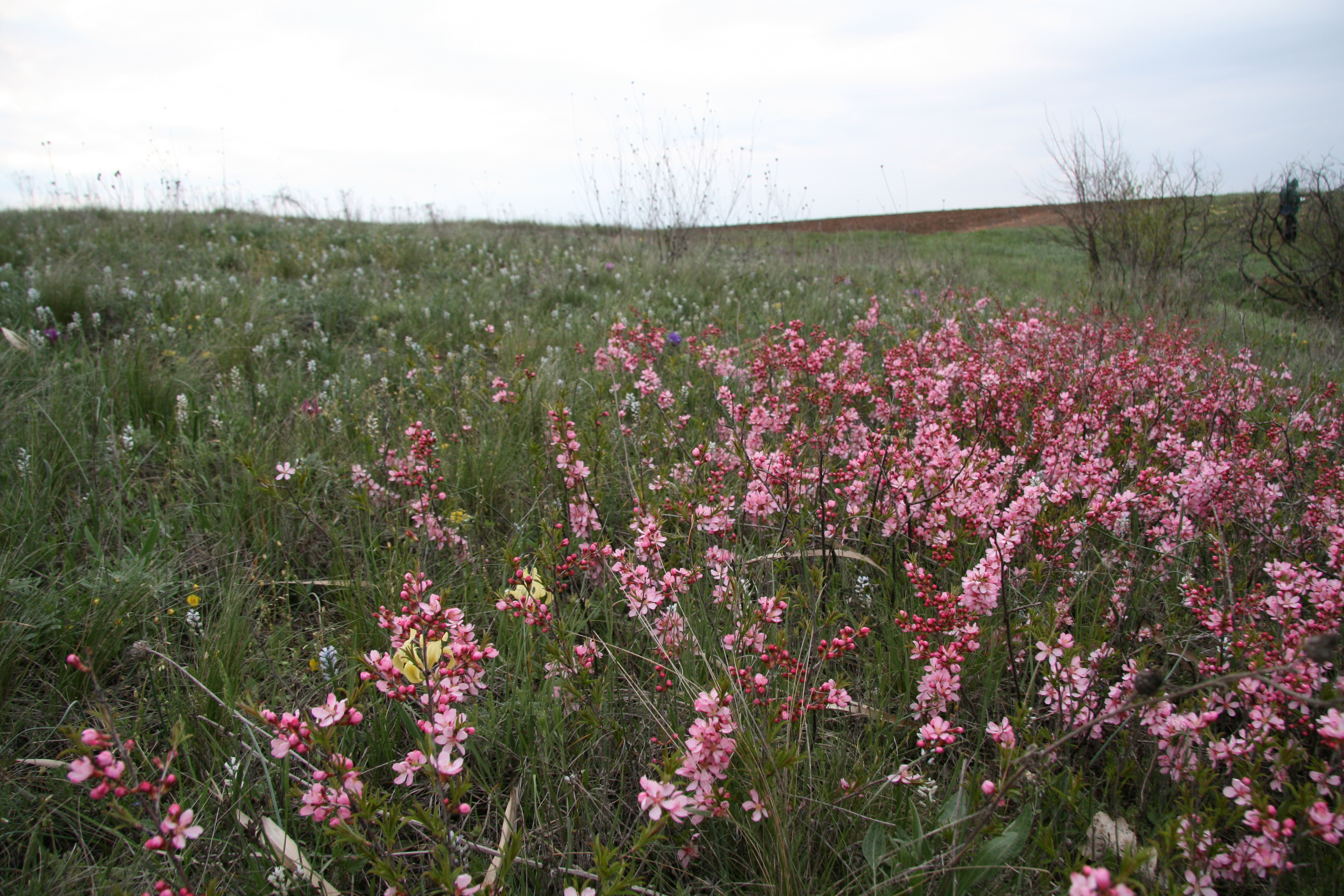
Цвіте Мигдаль степовий
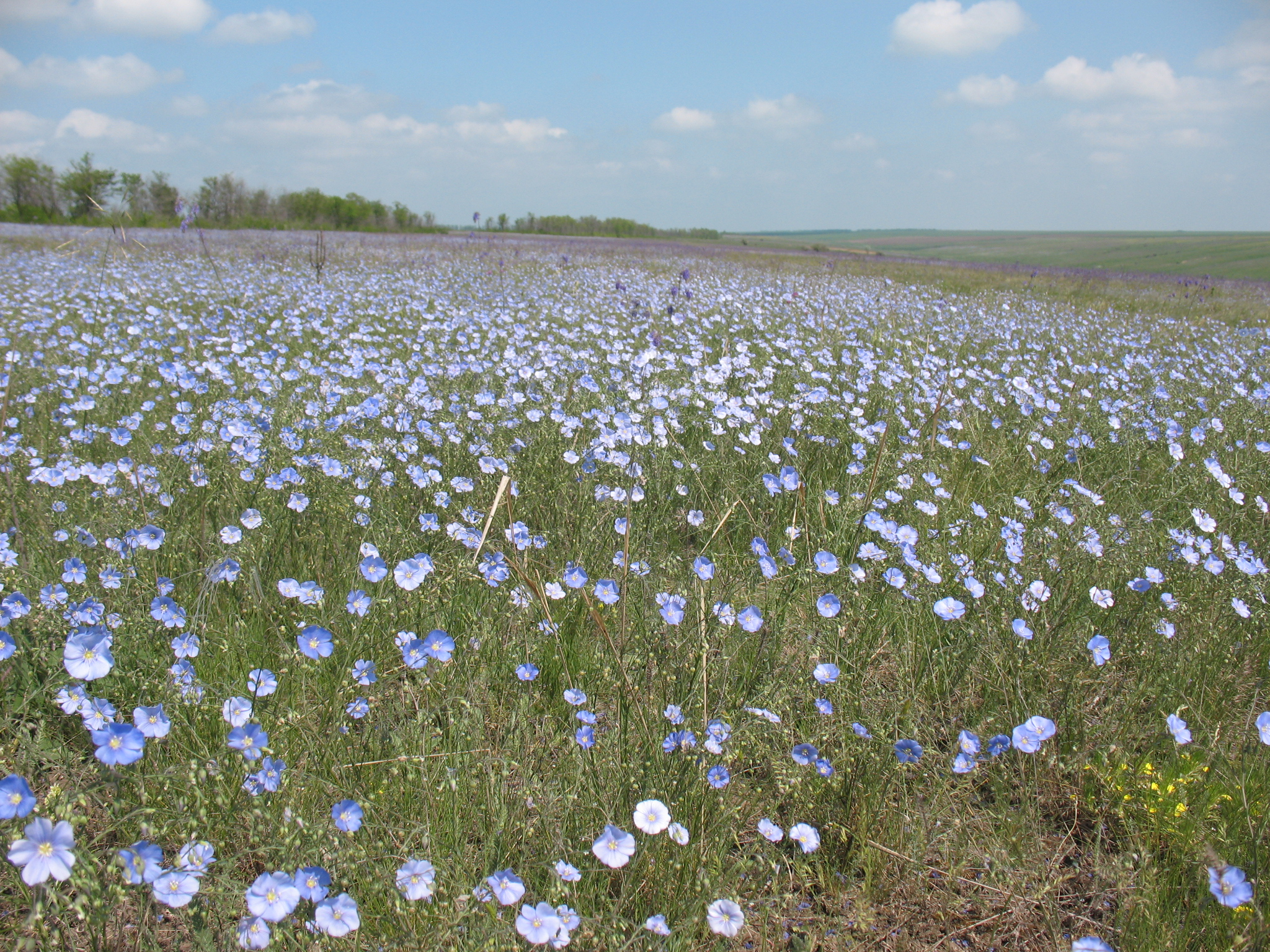
А льон цвіте…
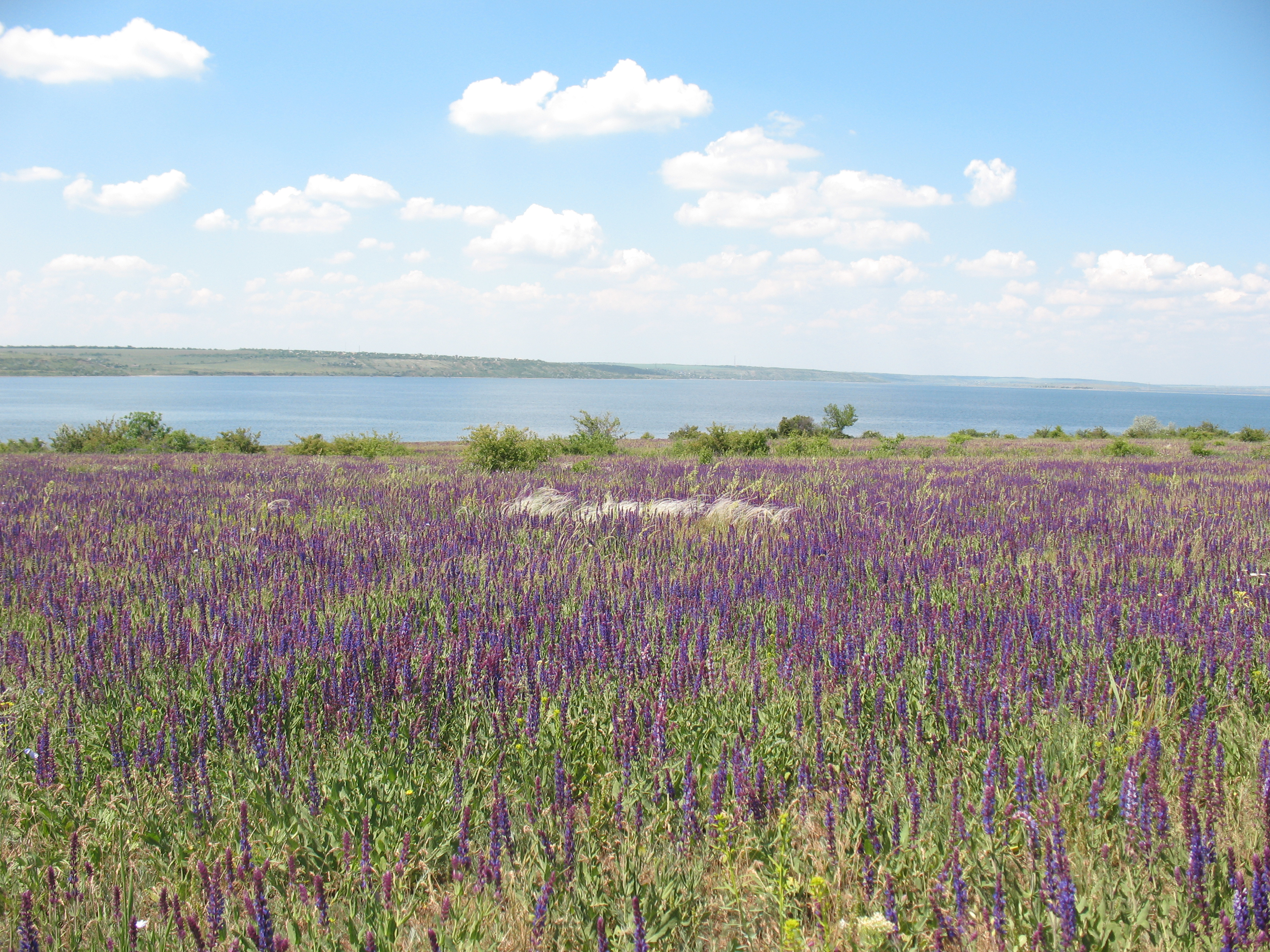
200пкс